# ICMP Destination Unreachable
ICMP Destination Unreachable (wykrycie nieosiągalnych miejsc przeznaczenia) – komunikat protokołu ICMP. Jeśli nieosiągalnym adresatem jest komputer w sieci, to komunikat ten jest wysyłany przez węzeł międzysieciowy. Jeżeli nieosiągalnym miejscem przeznaczenia jest port, to komunikaty wysyła stacja odbioru oryginalnego datagramu.